# Michael Theede

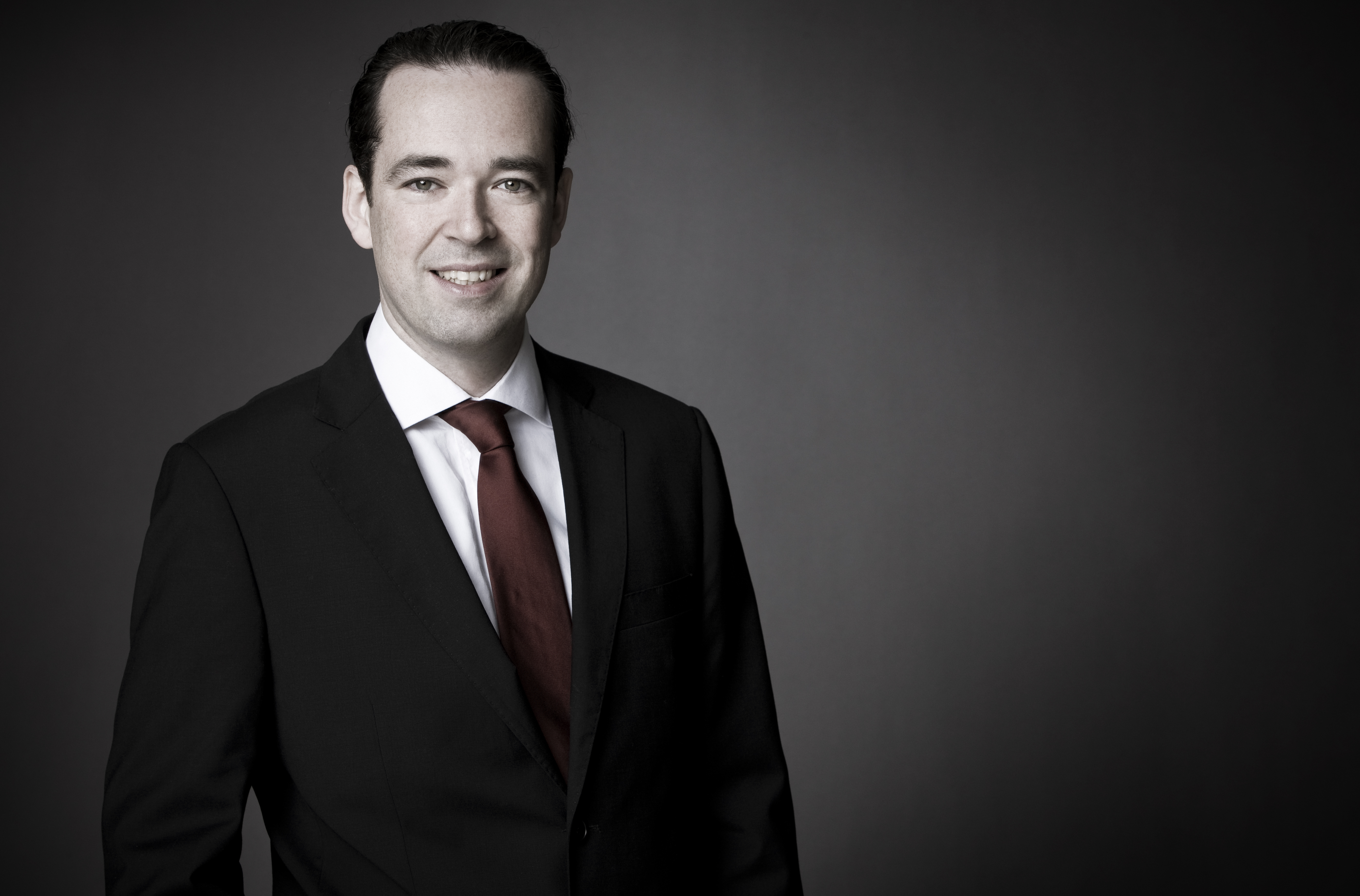
Michael Theede

Michael Theede (* 29. Januar 1975 in Flensburg) ist ein deutscher Konzertpianist, Kultur- und Medienmanager sowie Hochschullehrer.

## Leben
Theede wurde 1975 als Sohn einer Arztfamilie in Flensburg geboren. Seine pianistische Ausbildung erhielt er seit seinem sechsten Lebensjahr. Im Alter von sieben Jahren begann er zusätzlich mit dem Cellospiel. In beiden Instrumenten wurde Michael Theede als Solist und Kammermusiker siebenfacher 1. Landespreisträger und Bundespreisträger bei „Jugend musiziert“. Neben der klassischen Musik unternahm er als Jazzpianist Konzertreisen in die USA, die Ukraine, nach England und Russland. Als Jugendlicher trat er bei internationalen Jazzfestivals und im Fernsehen auf.
1995 begann Theede Klavier und Kammermusik bei Manfred Fock, Sabine Meyer, Zakhar Bron und Angela Firkins an der Musikhochschule Lübeck zu studieren, dass er im Jahre 2000 „mit Auszeichnung“ beendete. Sein vielfältiges Repertoire umfasst in der Klassik bekannte barocke und klassisch-romantische Werke ebenso wie selten aufgeführte Kompositionen der Spätromantik und Moderne, darüber hinaus aber auch alle anderen auf dem Klavier spielbaren Musikrichtungen und Genres der Unterhaltungsmusik wie Jazz und Rock/Pop. Er nahm an internationalen Meisterkursen unter anderem bei Yara Bernette, Edith Picht-Axenfeld, Hans-Peter und Volker Stenzl teil und trat einerseits als Solist in verschiedenen Konzerten und andererseits als Mitglied von Kammermusikensembles sowie als Duopartner der US-amerikanischen Sängerin Deborah Sasson, der französischen Geigerin Geneviève Laurenceau und des lettischen Klarinettisten Uldis Lipskis auf. Mit der japanischen Pianistin Mizuki Takeuchi führte er als Klavierduo vornehmlich Werke Rachmaninows auf. Konzertreisen führten ihn in nach Europa, Asien, Afrika, Nord-, Mittel- und Südamerika.
1999 lernte er während seines künstlerischen Studiums an der Musikhochschule Lübeck die deutsch-US-amerikanische Flötistin und spätere Ehefrau Christina Matthéi kennen und gründete dort gemeinsam mit ihr das Duo Matthéi Theede. Seit 2000 konzertiert er mit dem Duo weltweit. Einer der Höhepunkte hierbei war sein Debüt in der Preston Bradley Hall in Chicago (USA).
Theede studierte Kultur- und Medienmanagement an der Hochschule für Musik und Theater Hamburg sowie als Stipendiat der Europäischen Union an der City University London. Im Jahr 2007 promovierte er über „Management und Marketing von Konzerthäusern“. Seit 2009 ist Michael Theede stellvertretender Direktor des Instituts für kulturelle Innovationsforschung an der Hochschule für Musik und Theater Hamburg. Er gehört außerdem dem Scientific Board der International Association of Music Business Research und dem Editorial Board des International Journal of Music Business Research an und ist Organisator und Moderator von Konzertveranstaltungen. Er war unter anderem Konzertmanager beim Schleswig-Holstein Musik Festival, Geschäftsführer des Netzwerks Kulturmanagement an der Hochschule für Musik und Theater Hamburg und Konzeptentwickler bei der Yamaha Music Central Europe GmbH. Er ist außerdem erster Vorstandsvorsitzender des Vereins „new classical“, in den Vorständen der Gunter und Juliane Ribke-Stiftung und der Gustav Mahler Vereinigung sowie Mitglied im Fachverband für Kulturmanagement und der kulturpolitischen Gesellschaft.
Seit 2007 ist er Dozent für Kultur- und Medienmanagement mit Schwerpunkt Musikmanagement an der Hochschule für Musik und Theater Hamburg. Er ist Prüfungskommissionsmitglied des ICoM Masters of Performing Arts am International College of Music Hamburg sowie Gastdozent für Musikmanagement an  nationalen und internationalen Hochschulen und Universitäten. Seit 2013 ist er Professor für Musikmanagement an der Hochschule Macromedia – University of Applied Science, Hamburg und leitet dort die gleichnamige Fachrichtung.

## Publikationen (Auswahl)
- Zukunftsperspektiven der multimedialen Musikvermittlung. Technischer und nutzungsbedingter Wandel in Musik und Medien. In: Jenny Svensson (Hrsg.): Die Dynamik kulturellen Wandels. Essays und Analysen. Festschrift Reinhard Flender zum 60. Geburtstag. LIT Verlag, Berlin 2013.
- Der Sonic Chair. Ein neuer Weg zum anspruchsvollen Hörerlebnis. In: Sigrid Bekmeier-Feuerhahn, Karen van den Berg, Steffen Höhne, Rolf Keller, Angela Koch, Birgit Mandel, Martin Tröndle, Tasos Zembylas (Hrsg.): Forschen im Kulturmanagement. Jahrbuch für Kulturmanagement 2011, transcript Verlag, Bielefeld 2012.
- Innovation aus Tradition. Festschrift Hermann Rauhe zum 80. Geburtstag, herausgegeben vom Institut für kulturelle Innovationsforschung, Schott Music, Mainz 2010.
- Management und Marketing von Konzerthäusern. Die Bedeutung des innovativen Faktors, Verlag Peter Lang, Frankfurt am Main 2007.